# Hemmingen (Baden-Württemberg)
Hemmingen è un comune tedesco di 8 079 abitanti, situato nel land del Baden-Württemberg. Hemmingen è gemellato con Almenno San Bartolomeo.